# Sentier de grande randonnée 646
Le sentier de grande randonnée 646 (ou GR 646) est un chemin de randonnée français du département de la Dordogne.

## Parcours
Long de 116 km, le sentier de grande randonnée 646 traverse le Périgord depuis la place de la Clautre à Périgueux, jusqu'au sud-ouest à Port-Sainte-Foy-et-Ponchapt où il rejoint les GR 6 et GR 654. Il passe par les communes suivantes :
- Périgueux,
- Chancelade,
- La Chapelle-Gonaguet,
- Annesse-et-Beaulieu,
- Léguillac-de-l'Auche,
- Mensignac,
- Saint-Astier,
- Saint-Germain-du-Salembre,
- Saint-Léon-sur-l'Isle,
- Neuvic,
- Douzillac,
- Saint-Louis-en-l'Isle,
- Saint-Front-de-Pradoux,
- Beauronne,
- Saint-Étienne-de-Puycorbier,
- Saint-Martin-l'Astier,
- Saint-Laurent-des-Hommes,
- Saint-Martial-d'Artenset,
- Montpon-Ménestérol,
- Ménesplet,
- Saint-Martin-de-Gurson
- Saint-Rémy,
- Saint-Méard-de-Gurçon
- Le Fleix,
- Port-Sainte-Foy-et-Ponchapt.

Depuis l'abbaye de Chancelade jusqu'à Saint-Astier, il fait tronçon commun avec le GR 361 (sentier reprenant une partie du trajet du l'ancien GR 654)
Le futur prolongement du « GR 89 Chemin de Montaigne » viendra se superposer à ce GR 646, le faisant disparaitre en partie ou intégralement.
Depuis 2022, sur les cartes du Géoportail, la mention « GR 36 accès » remplace celle de « GR 646 » pour son ancien tronçon oriental, depuis Saint-Mesmin jusqu'à Blis-et-Born (jonction avec le GR 36).

## Galerie de photos

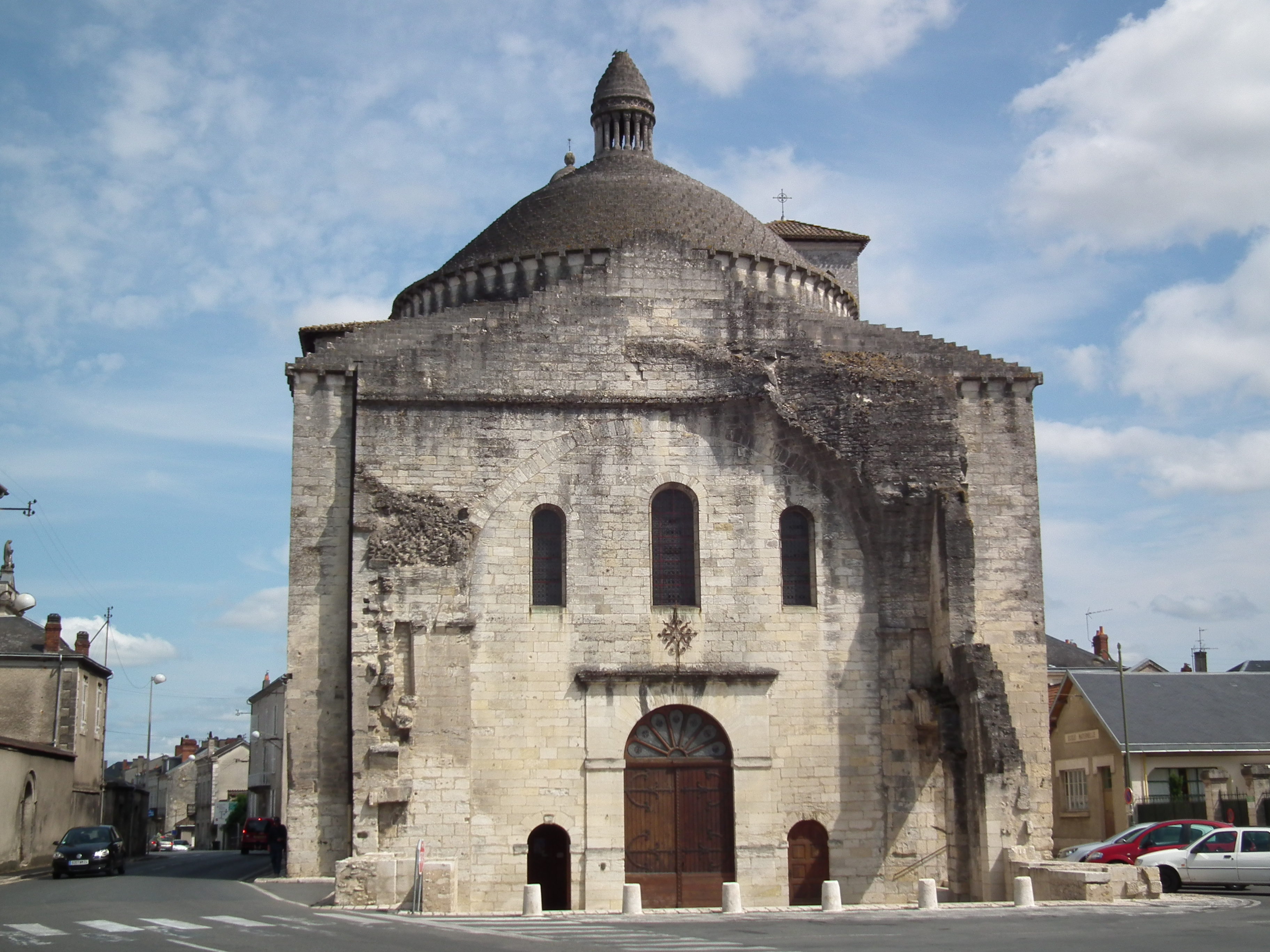
L'église Saint-Étienne-de-la-Cité à Périgueux.
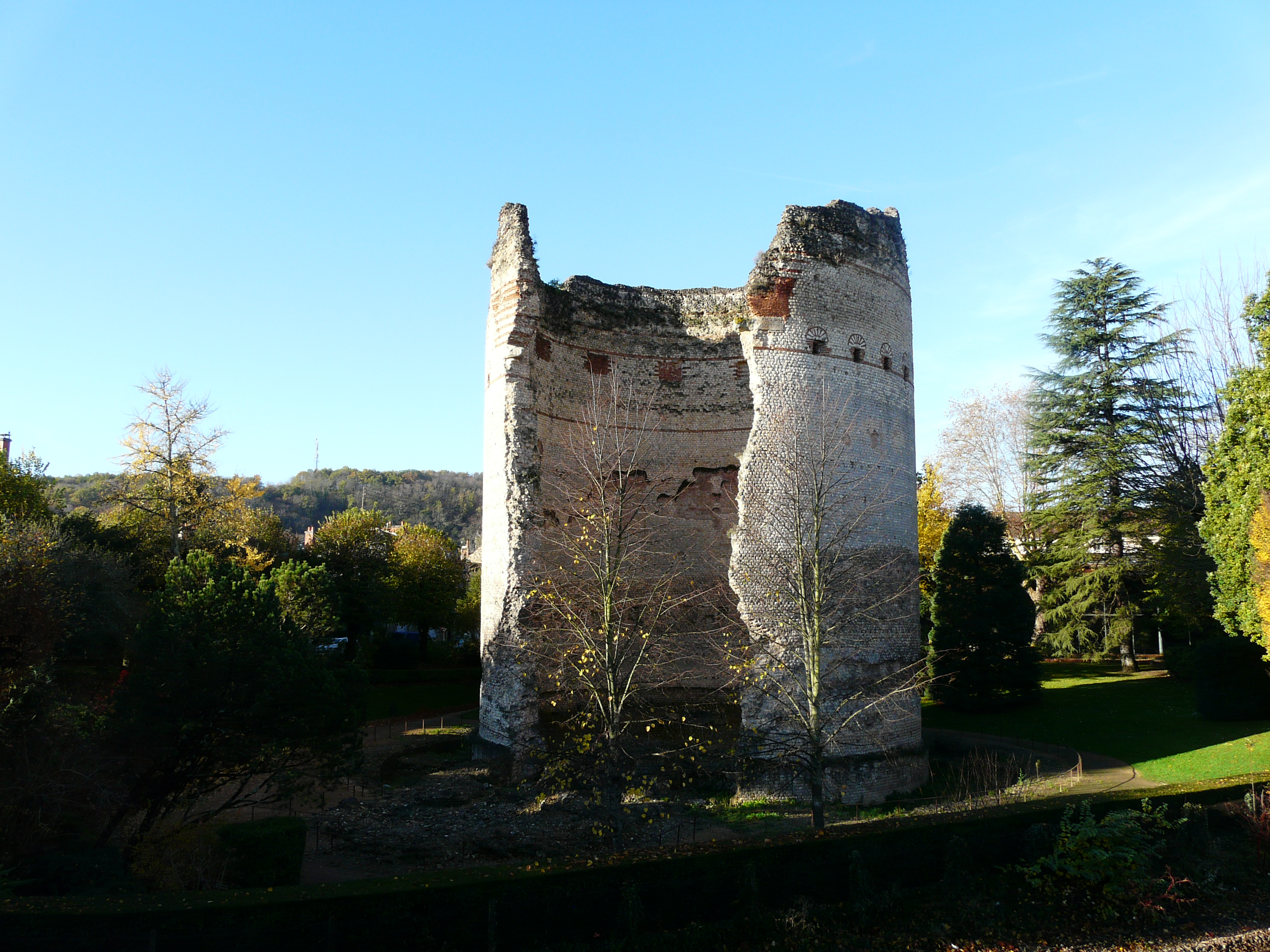
La tour de Vésone à Périgueux.
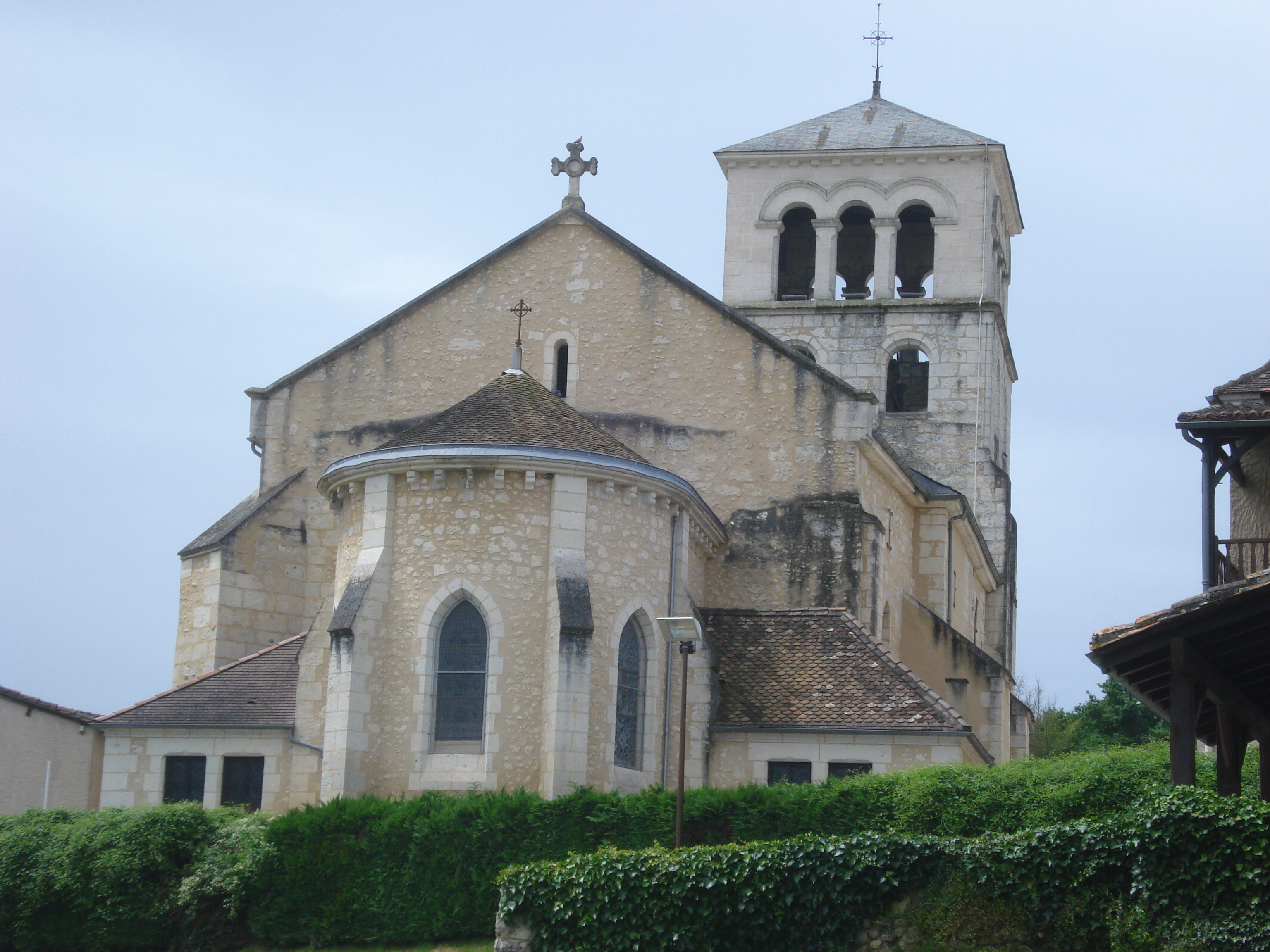
L'église de Douzillac.
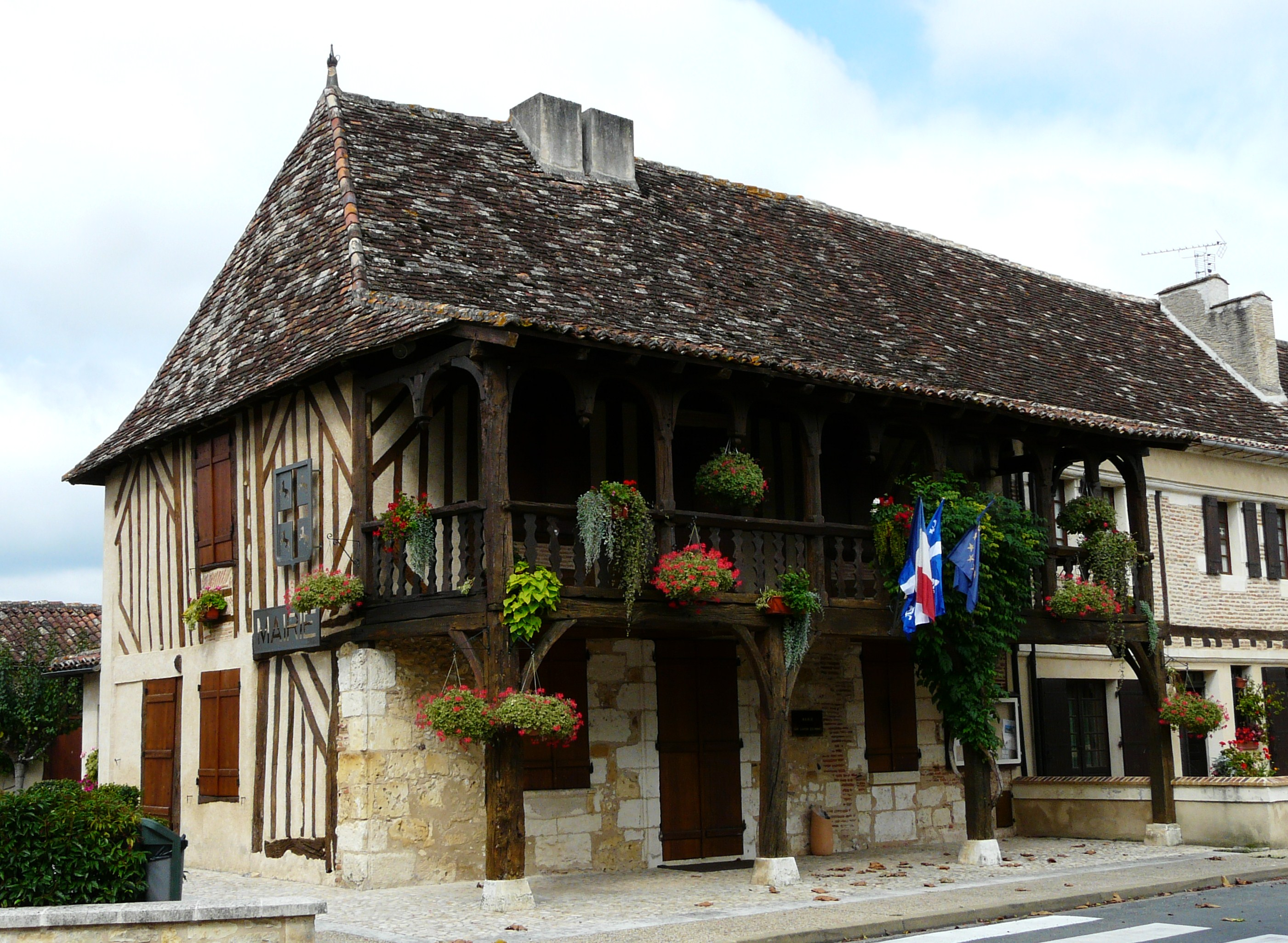
La mairie de Saint-Laurent-des-Hommes.
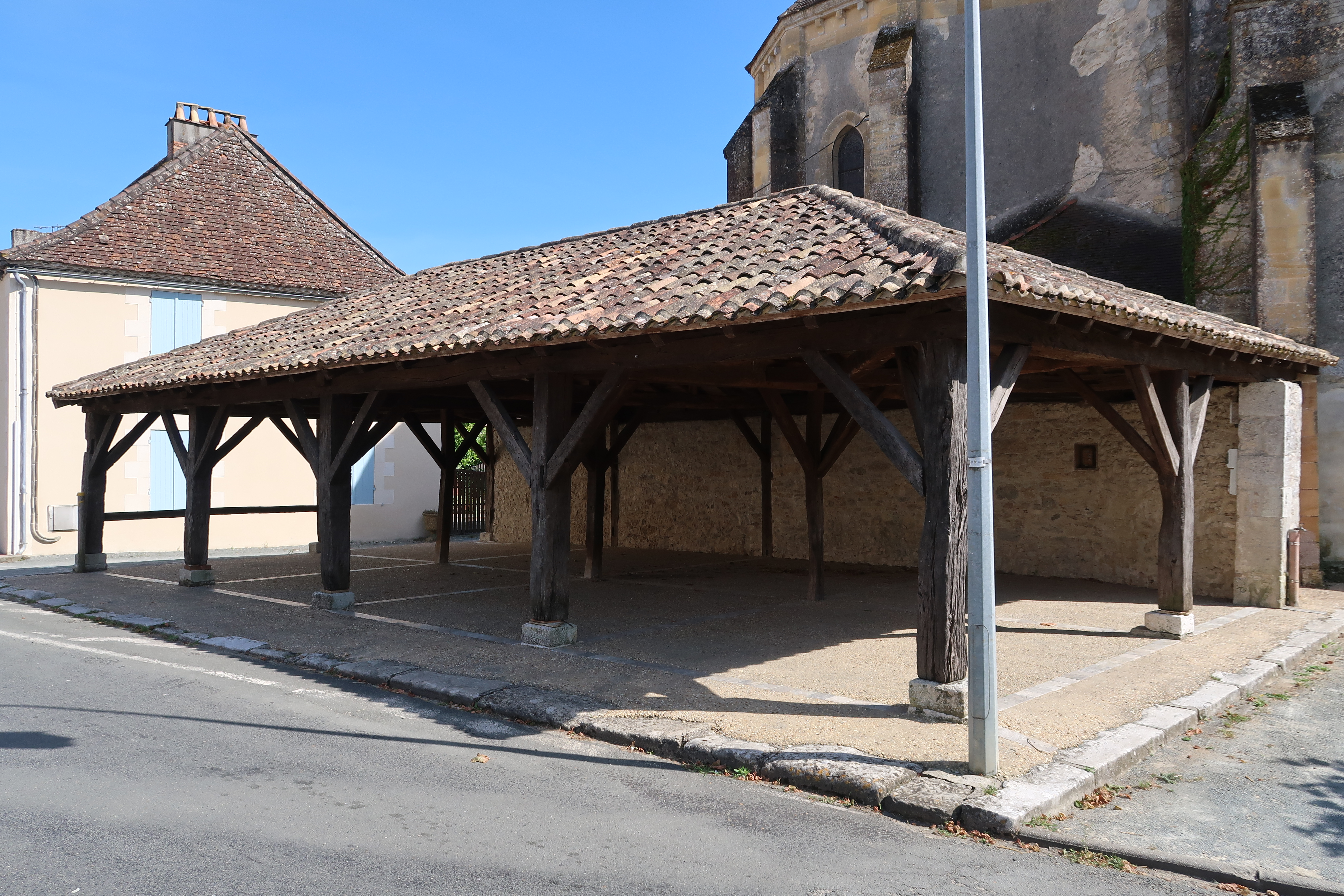
La halle de Saint-Méard-de-Gurçon.
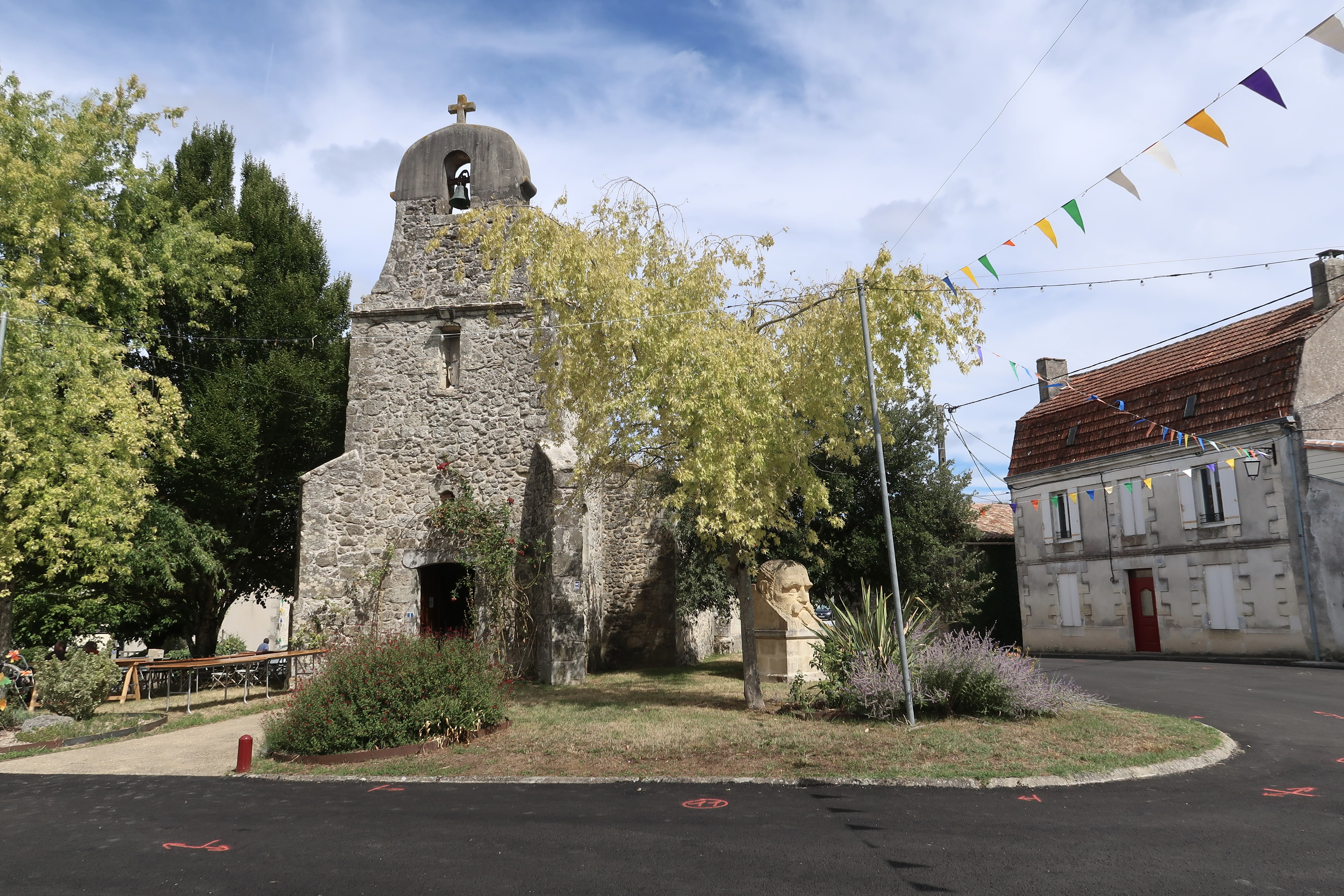
L'église de Ponchapt.